# Courcuire
Courcuire est une commune française située dans le département de la Haute-Saône, la région culturelle et historique de Franche-Comté et la région administrative Bourgogne-Franche-Comté.

## Géographie
Le village est établi dans un petit vallon au pied du mont Varin.

### Climat
Pour des articles plus généraux, voir Climat de la Bourgogne-Franche-Comté et Climat de la Haute-Saône.
En 2010, le climat de la commune est de type climat de montagne, selon une étude du Centre national de la recherche scientifique s'appuyant sur une série de données couvrant la période 1971-2000. En 2020, Météo-France publie une typologie des climats de la France métropolitaine dans laquelle la commune est exposée à un climat semi-continental et est dans la région climatique  Lorraine, plateau de Langres, Morvan, caractérisée par un hiver rude (1,5 °C), des vents modérés et des brouillards fréquents en automne et hiver. 
Pour la période 1971-2000, la température annuelle moyenne est de 10,3 °C, avec une amplitude thermique annuelle de 17,3 °C. Le cumul annuel moyen de précipitations est de 1 092 mm, avec 12,5 jours de précipitations en janvier et 9,4 jours en juillet. Pour la période 1991-2020, la température moyenne annuelle observée sur la station météorologique de Météo-France la plus proche, « Cugney », sur la commune de Cugney à 8 km à vol d'oiseau, est de 11,2 °C et le cumul annuel moyen de précipitations est de 958,2 mm. 
La température maximale relevée sur cette station est de 40 °C, atteinte le 31 juillet 2020 ; la température minimale est de −17 °C, atteinte le 20 décembre 2009,,. 
Les paramètres climatiques de la commune ont été estimés pour le milieu du siècle (2041-2070) selon différents scénarios d'émission de gaz à effet de serre à partir des nouvelles projections climatiques de référence DRIAS-2020. Ils sont consultables sur un site dédié publié par Météo-France en novembre 2022.

## Urbanisme

### Typologie
Au 1er janvier 2024, Courcuire est catégorisée commune rurale à habitat dispersé, selon la nouvelle grille communale de densité à sept niveaux définie par l'Insee en 2022.
Elle est située hors unité urbaine. Par ailleurs la commune fait partie de l'aire d'attraction de Besançon, dont elle est une commune de la couronne,. Cette aire, qui regroupe 310 communes, est catégorisée dans les aires de 200 000 à moins de 700 000 habitants,.

### Occupation des sols
L'occupation des sols de la commune, telle qu'elle ressort de la base de données européenne d’occupation biophysique des sols Corine Land Cover (CLC), est marquée par l'importance des forêts et milieux semi-naturels (61,8 % en 2018), une proportion sensiblement équivalente à celle de 1990 (62,4 %). La répartition détaillée en 2018 est la suivante : 
forêts (57,6 %), terres arables (24,3 %), prairies (7 %), milieux à végétation arbustive et/ou herbacée (4,2 %), zones agricoles hétérogènes (3,8 %), mines, décharges et chantiers (3,2 %). L'évolution de l’occupation des sols de la commune et de ses infrastructures peut être observée sur les différentes représentations cartographiques du territoire : la carte de Cassini (XVIIIe siècle), la carte d'état-major (1820-1866) et les cartes ou photos aériennes de l'IGN pour la période actuelle (1950 à aujourd'hui).

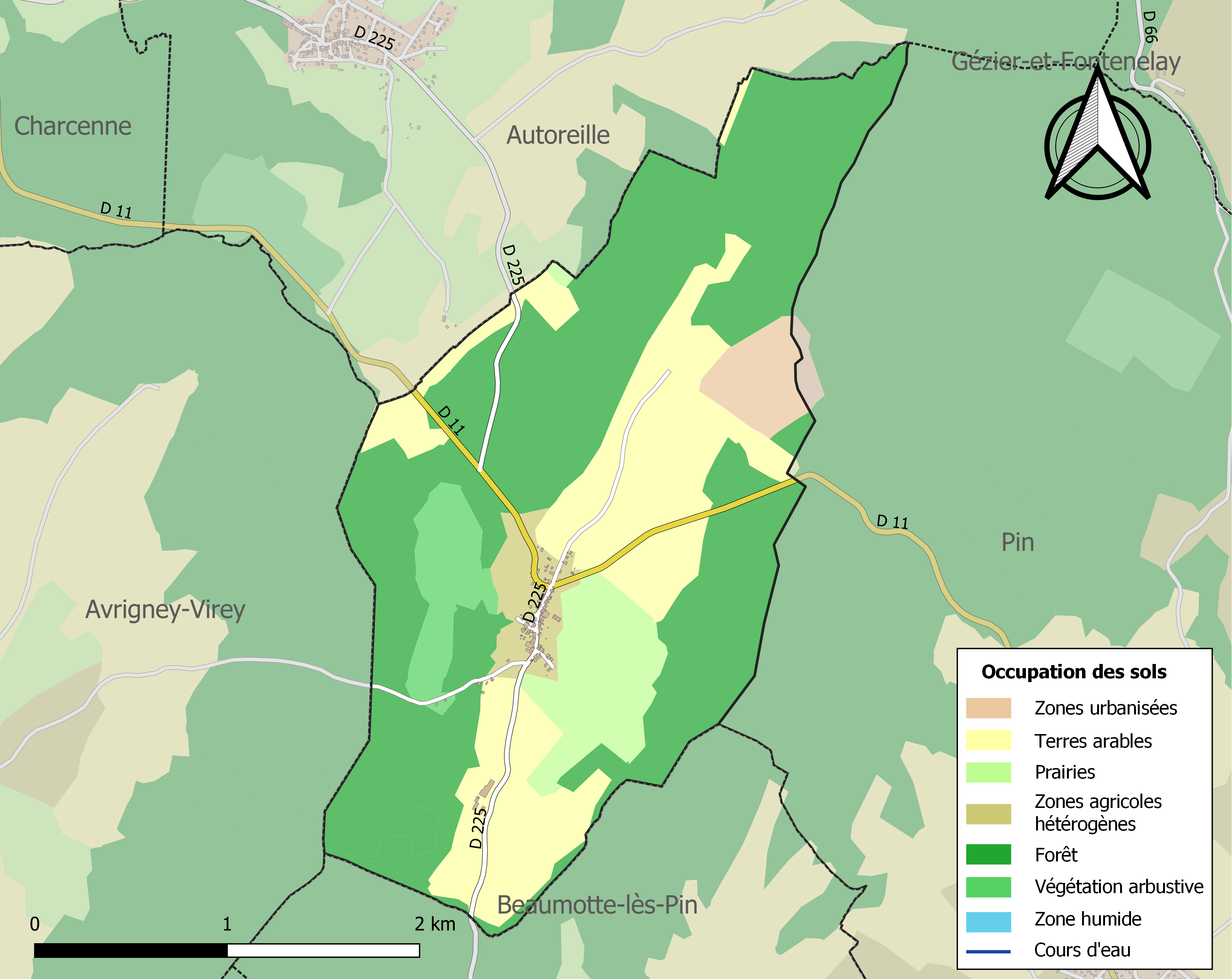
Carte des infrastructures et de l'occupation des sols de la commune en 2018 (CLC).

## Histoire
Le village était au Moyen Âge sous la dépendance du prieuré de Bellefontaine et fréquentée par les pèlerins du chemin de Compostelle.

## Politique et administration

Carte départementale représentant en rouge les communes de la communauté de communes du Val marnaysien de Haute-Saône et en marron celles du Doubs.

### Rattachements administratifs et électoraux
La commune fait partie de l'arrondissement de Vesoul du département de la Haute-Saône, en région Bourgogne-Franche-Comté. Pour l'élection des députés, elle dépend de la première circonscription de la Haute-Saône.
Elle fait partie depuis 1826 du canton de Marnay. La composition de ce canton a été modifiée dans le cadre du redécoupage cantonal de 2014 en France.

### Intercommunalité
La commune faisait partie de la communauté de communes de la vallée de l'Ognon créée le 19 décembre 2002. Celle-ci a fusionné avec d'autres pour former, le 1er janvier 2014 la communauté de communes du Val marnaysien, dont la commune est désormais membre.

### Liste des maires
| Période                                  | Période                    | Identité                 | Étiquette | Qualité                         |
| ---------------------------------------- | -------------------------- | ------------------------ | --------- | ------------------------------- |
| Les données manquantes sont à compléter. |                            |                          |           |                                 |
| 1929                                     | 1976                       | Constant Riduet          |           |                                 |
| 1976                                     | 1977                       | Emile Riduet             |           |                                 |
| 1977                                     | 1995                       | Jean-Marie Mougenot      |           |                                 |
| 1995                                     | 2008                       | Raymond Deneux           |           |                                 |
| mars 2008                                | avril 2011                 | Éric Dubois              |           |                                 |
| mai 2011                                 | En cours (au 16 juin 2016) | Mireille Chenguit-Vefond |           | Réélue pour le mandat 2020-2026 |

## Démographie
L'évolution du nombre d'habitants est connue à travers les recensements de la population effectués dans la commune depuis 1793. Pour les communes de moins de 10 000 habitants, une enquête de recensement portant sur toute la population est réalisée tous les cinq ans, les populations de référence des années intermédiaires étant quant à elles estimées par interpolation ou extrapolation. Pour la commune, le premier recensement exhaustif entrant dans le cadre du nouveau dispositif a été réalisé en 2005.

En 2022, la commune comptait 138 habitants, en évolution de +4,55 % par rapport à 2016 (Haute-Saône : −1,4 %, France hors Mayotte : +2,11 %).
| 1793 | 1800 | 1806 | 1821 | 1831 | 1836 | 1841 | 1846 | 1851 |
| ---- | ---- | ---- | ---- | ---- | ---- | ---- | ---- | ---- |
| 350  | 372  | 381  | 322  | 390  | 371  | 369  | 339  | 345  |

| 1856 | 1861 | 1866 | 1872 | 1876 | 1881 | 1886 | 1891 | 1896 |
| ---- | ---- | ---- | ---- | ---- | ---- | ---- | ---- | ---- |
| 306  | 320  | 311  | 246  | 251  | 242  | 212  | 188  | 150  |

| 1901 | 1906 | 1911 | 1921 | 1926 | 1931 | 1936 | 1946 | 1954 |
| ---- | ---- | ---- | ---- | ---- | ---- | ---- | ---- | ---- |
| 160  | 134  | 115  | 89   | 93   | 89   | 84   | 70   | 65   |

| 1962 | 1968 | 1975 | 1982 | 1990 | 1999 | 2005 | 2006 | 2010 |
| ---- | ---- | ---- | ---- | ---- | ---- | ---- | ---- | ---- |
| 60   | 63   | 85   | 104  | 112  | 129  | 128  | 131  | 132  |

| 2015 | 2020 | 2022 | - | - | - | - | - | - |
| ---- | ---- | ---- | - | - | - | - | - | - |
| 136  | 134  | 138  | - | - | - | - | - | - |

## Culture locale et patrimoine

### Lieux et monuments
Des édifices recensés dans la base Mérimée : 
- L'église Saint-Martin qui comprend une chapelle intérieure datant de l'époque de Louis XIV, a été achevée au XVIIIe siècle[19].
- Le lavoir datant de 1824, rénové en 2016[20],[13].
- Des fermes du début du XIXe siècle.

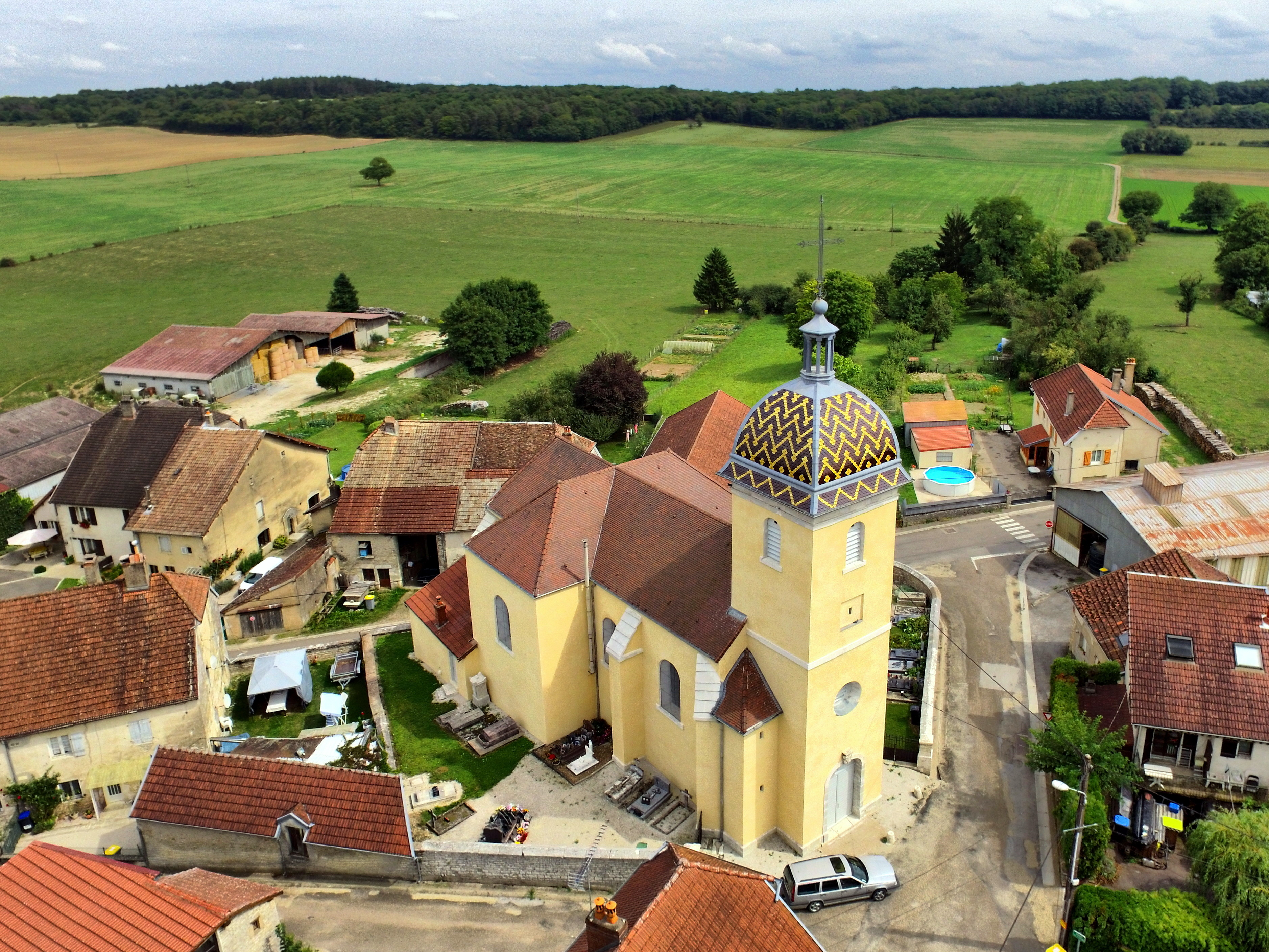
L'église
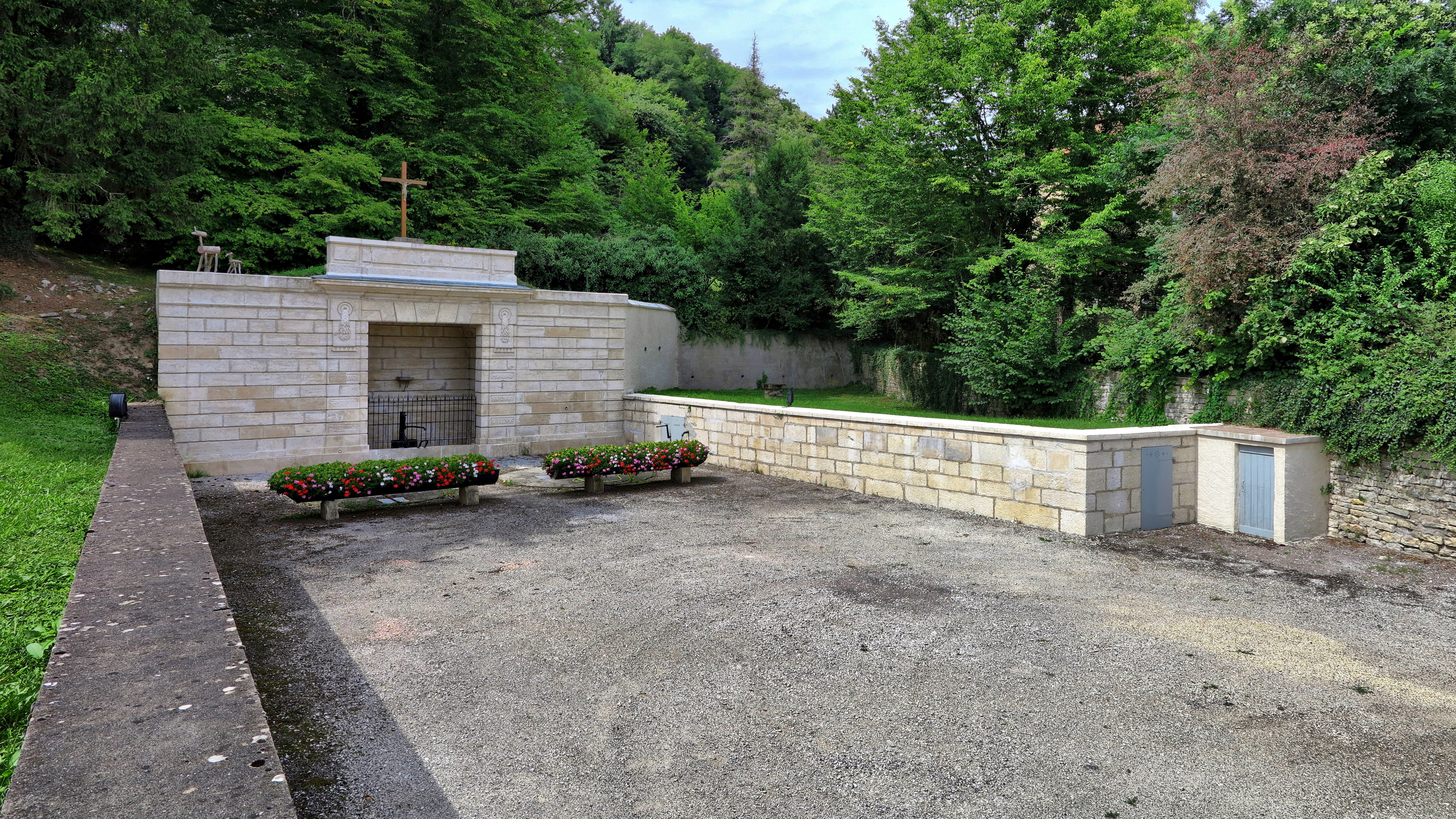
La fontaine-lavoir. Cliché d’août 2017.

### Personnalités liées à la commune
- Clarisse Mairot, handballeuse française originaire de la commune.

### Héraldique
| Blason de Courcuire | Blason  | Tiercé en pairle renversé: au 1) de sinople, à un clocher d'or, ajouré de sable, le dôme de sable vivré d'orangé et girouetté d'argent, au 2) d'azur au lion d'or tenant dans sa dextre un étrier d'argent suspendu à une étrivière du même, au 3) d'argent à trois fleurs d'orchidée au naturel mal ordonnées. |
| Blason de Courcuire | Détails | Création J-F Binon, adoptée en janvier 2021 |